# Proteina chinasi associata a Rho
La proteina chinasi associata a Rho (Rho-associated protein kinase, ROCK) è una chinasi che appartiene alla famiglia AGC (PKA/PKG/PKC) delle serina-treonina chinasi. È coinvolta principalmente nella regolazione della forma e del movimento delle cellule agendo sul loro citoscheletro.
Le chinasi ROCKs (ROCK1 e ROCK2) sono presenti nei:
- mammiferi (umano, ratto, topo, mucca);
- danio rerio (pesce zebra);
- xenopus;
- invertebrati (C. elegans, mosquito, drosophila);
- polli.

La proteina umana ROCK1 ha una massa molecolare di 158 kDa ed è il principale effettore a valle a seguito dell'azione della piccola GTPasi RhoA.
La proteina ROCK dei mammiferi è composta da:
1. un dominio chinasico;
2. una regione coiled-coil;
3. un dominio PH (Pleckstrin homology) che riduce l'attività chinasica delle ROCKs (per mezzo di una piega intramolecolare autoinibitoria se non è presente RhoA-GTP).[1][2]

Nel ratto Le ROCKs furono scoperte come i primi effettori di Rho; esse inducono la formazione delle stress fibers e delle adesioni focali fosforilando la MLC (myosin light chain, catena leggera della miosina). A causa di questa fosforilazione, il legame dell'actina alla miosina II aumenta in numero: pertanto aumenta la contrattilità.
Nel topo sono state identificate due isoforme di ROCK: ROCK1 e ROCK2. ROCK1 è espressa principalmente nei polmoni, fegato, milza, reni e testicolo; ROCK2 è espressa prevalentemente nel cervello e nel cuore.